# Wahlkreis Sonneberg
Der Wahlkreis Sonneberg war ein Landtagswahlkreis zur Landtagswahl in Thüringen 1990, der ersten Landtagswahl nach der Wiedergründung des Landes Thüringen. Er hatte die Wahlkreisnummer 42.
Der Wahlkreis umfasste den kompletten damaligen Landkreis Sonneberg mit den Städten und Gemeinden Almerswind, Bachfeld, Effelder, Emstadt, Eschenthal, Föritz, Gefell, 
Grümpen, Haselbach, Hasenthal, Heinersdorf, Heubisch, Hüttengrund, Jagdshof, Judenbach, Katzberg, Mausendorf, Mengersgereuth-Hämmern, Meschenbach, Mupperg, Neuenbau, Neuhaus-Schierschnitz, Rabenäußig, Rauenstein, Roth, Rotheul, Rückerswind, Schalkau, Seltendorf, Sichelreuth, Sonneberg, Steinach, Theuern, Truckenthal, Unterlind, Hönbach, Ehnes.
. 

## Ergebnisse
Die Landtagswahl 1990 fand am 14. Oktober 1990 statt und hatte folgendes Ergebnis für den Wahlkreis Sonneberg:
| Direktkandidat | Partei (Kürzel) | Erststimmen (%) | Zweitstimmen (%) |
| -------------- | --------------- | --------------- | ---------------- |
| Winfried Kothe | CDU             | 45,6            | 45,4             |
|                | Chr. L          | -               | 00,2             |
|                | DFD             | -               | 00,9             |
|                | REP             | -               | 01,6             |
|                | DBU             | 00,6            | 00,4             |
|                | DSU             | 06,5            | 04,1             |
|                | F.D.P.          | 08,7            | 08,2             |
|                | LL-PDS          | 12,6            | 11,5             |
|                | NPD             | -               | 00,1             |
|                | NFGRDJ          | 05,0            | 04,5             |
|                | SPD             | 21,1            | 22,7             |
|                | UFV             | -               | 00,5             |

Es waren 45.092 Personen wahlberechtigt. Die Wahlbeteiligung lag bei 74,6 %.  Als Direktkandidat wurde Winfried Kothe (CDU) gewählt. Er erreichte 45,6 % aller gültigen Stimmen.